# Christopher Wolstenholme
Christopher Tony Wolstenholme (2 de dezembro de 1978) é um músico da Inglaterra e atual baixista da banda Muse. Após passar a infância em Rotherham, a família resolveu se mudar para Teignmouth, Devon, em 1989. Enquanto viveu em Teignmouth, ele tocou bateria numa banda de garagem, e só depois mais tarde tocou noutra, com Matthew Bellamy e Dominic Howard, seus futuros colegas de carreira.
No princípio ele tocava bateria, mas depois decidiu trocar a percussão para virar baixista da banda, que nessa altura se chamava The Rocket Baby Dolls (mais tarde renomearam a banda para Muse). Mesmo nunca tendo tocado um baixo, Chris Wolstenholme é agora olhado como baixista de topo na indústria musical, sendo elogiado por Paul McCartney pela performance bombástica no Festival de Glastonbury em 2004. Ele vive, hoje, em Teignmouth, com a mulher e seus seis filhos: Alfie (Julho de 1999), Ava-Jo (2001), Frankie (2003), Ernie (2008), Buster (2010) e Teddi (2012). Uma curiosidade sobre ele, é que, fora Black Holes and Revelations, após todo álbum lançado ele tinha um filho com sua mulher. Chris quebrou o pulso em uma partida de futebol em 2004, no V Festival durante um jogo de futebol com Didz Hammond dos The Cooper Temple Clause, e no show Morgan Nicholls tocou baixo no seu lugar. Chris se ocupou em tocar algumas partes no teclado, fazer a segunda voz e jogar balões de água no público.
Em julho de 2012, Chris concedeu uma entrevista para a revista NME onde ele falou sobre as canções "Liquid State" e "Save Me", que estão no sexto álbum da banda, The 2nd Law. Estas duas músicas foram compostas e são cantadas por ele. Wolstenholme disse que escreveu estas canções logo após largar o álcool. Segundo ele, “a canção "Liquid State" fala sobre a pessoa que você se torna quando você está embriagado e sobre a luta interna dentro de si mesmo e como isso te afeta. Já "Save Me" é sobre família, esposa e filhos, que apesar de tudo que eu fiz eles passarem, no fim, eles sempre estão com você e te ajudam a superar”.
Wolstenholme detém um doutorado honorário de Artes pela Universidade de Plymouth.